# کبرا (فیلم ۱۹۲۵)
«کبرا» (انگلیسی: Cobra (1925 film)) فیلمی در ژانر درام است که در سال ۱۹۲۵ منتشر شد. از بازیگران آن می‌توان به رودولف والنتینو، نیتا نالدی، گرترود اولمستد، و ناتاشا رامبووا اشاره کرد.